# Camille Jenatzy
Pour les articles homonymes, voir Camille et Jenatzy.
Camille Jenatzy, né le 4 novembre 1868 à Schaerbeek et mort le 7 décembre 1913 à Habay-la-Neuve, est un ingénieur et pilote automobile belge, connu surtout pour avoir été le premier à dépasser les 100 km/h, le 29 avril 1899, à bord d'une voiture de sa conception, « La Jamais contente », une voiture électrique en forme d'obus ou de torpille. Le comte français Chasseloup-Laubat sera son grand rival dans la chasse au record.
En tant que pilote de course, parmi les nombreuses compétitions auxquelles il participe, il remporte notamment la quatrième édition de la coupe Gordon-Bennett en 1903.
Jenatzy meurt en 1913, victime d'un accident de chasse.
Son nom de famille dérive de l'italien Genazzi, son aïeul ayant migré à Bastogne au XVIIIe siècle.

## Biographie
Fils d'un fabricant d'objets en caoutchouc belge, notamment de pneumatiques, Jenatzy s'intéresse à la fin de ses études à la traction électrique pour automobiles. La barbe rousse, mince et très nerveux, il est bien vite surnommé le « Diable rouge » (Red Devil) en Angleterre.

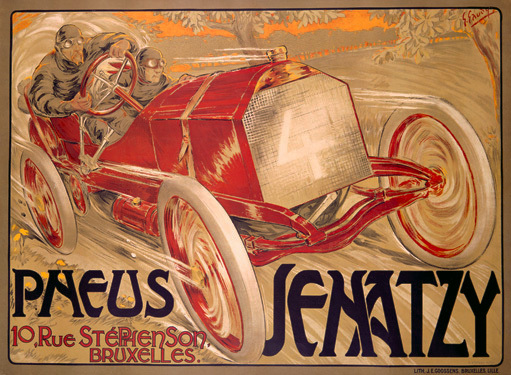
Pneus Jenatzy (1906), affiche de Georges Gaudy.

Arrivé à Paris, il entreprend de fabriquer des fiacres électriques. Dans ses efforts de publicité, il construit un bolide en forme d'obus, « La Jamais contente », qui lui permet de dépasser pour la première fois les 100 km/h (avec  105,88 km/h) sur route le 29 avril 1899 à Achères. Il détient alors le quatrième record mondial de vitesse terrestre, après avoir également obtenu le deuxième le 17 janvier 1899, à 66,66 km/h sur CGA Dogcart électrique. La barre des 100 km/h ne sera de nouveau franchie que trois ans plus tard, le 13 avril 1902, par Léon Serpollet.
Durant les années 1900, il est membre de l'Automobile Club de France, intégré dans la commission d'exécution des concours dans le cadre Automobilisme lors des Sports de l'Exposition Universelle de 1900 (non reconnus officiellement par le comité olympique), durant l'année des Jeux olympiques d'été de 1900, incluant durant 4 jours en juillet la course de vitesse Paris-Toulouse-Paris.
À la mort de son père, Jenatzy reprend la manufacture de caoutchouc familiale, ce qui ne l'empêche pas de rester un excellent pilote de course. En 1909, il atteint même les 200 km/h à Ostende, à bord d'une Mercedes.
Le 8 décembre 1913, il meurt à la chasse, d'un coup de feu tiré par Alfred Madoux III, directeur de la revue l'Étoile belge. Jenatzy s’était caché derrière un buisson pour effrayer ses amis en imitant des bruits de bête sauvage. Madoux, prenant la tignasse rousse de Jenatzy pour le pelage d’un chevreuil, tira sans l’ombre d’une hésitation. Se rendant compte qu’il venait de blesser grièvement son ami, il le chargea à moitié inconscient dans sa voiture et se dépêcha de rejoindre l’hôpital le plus proche. Mais la blessure était très grave et l'hémorragie importante. Le sourire aux lèvres, Jenatzy demanda à Madoux de s’approcher et dans un souffle, il lui murmura à l’oreille : « Tu te rappelles Alfred, je t’avais prédit que je mourrais dans une Mercedes. Eh bien, j’avais raison ! ». Il avait 45 ans.
Son frère cadet Ferréol, dit le Pitt, était aussi coureur automobile (vainqueur à la côte du Mont Lambert en 1910 près de Boulogne-sur-Mer, sur le mille).

## Palmarès de pilote

### Records
- 17 janvier 1899 : 66,66 km/h sur CGA Dogcart électrique ;
- 29 avril 1899 : 105,88 km/h sur route, record établi à Achères au volant de « La Jamais contente ». Les 100 km/h sont pour la première fois dépassés.

### Victoires
Courses de côte
- 1898 : course de côte de Chanteloup (au nord-ouest de Paris, 1,82 km en 3 min 52 s), sur Jenatzy electric ;
- 1899 : course de côte de Chanteloup (1,82 km en 3 min 10 s 4), sur Jenatzy electric ;
- 1900 : course de côte de Malchamps (à Spa), sur Snoeck-Bolide 10 hp ;
- 1900 : critérium de Provence, également sur un engin Bolide (marque parisienne de Leon Lefebvre depuis 1899) ;
- 1903 : coupe Gordon Bennett, ralliant Athy au comté de Kildare (Royaume-Uni) sur Mercedes 60 hp 4 cylindres (préparée par Wilhelm Werner et Hermann Braun)

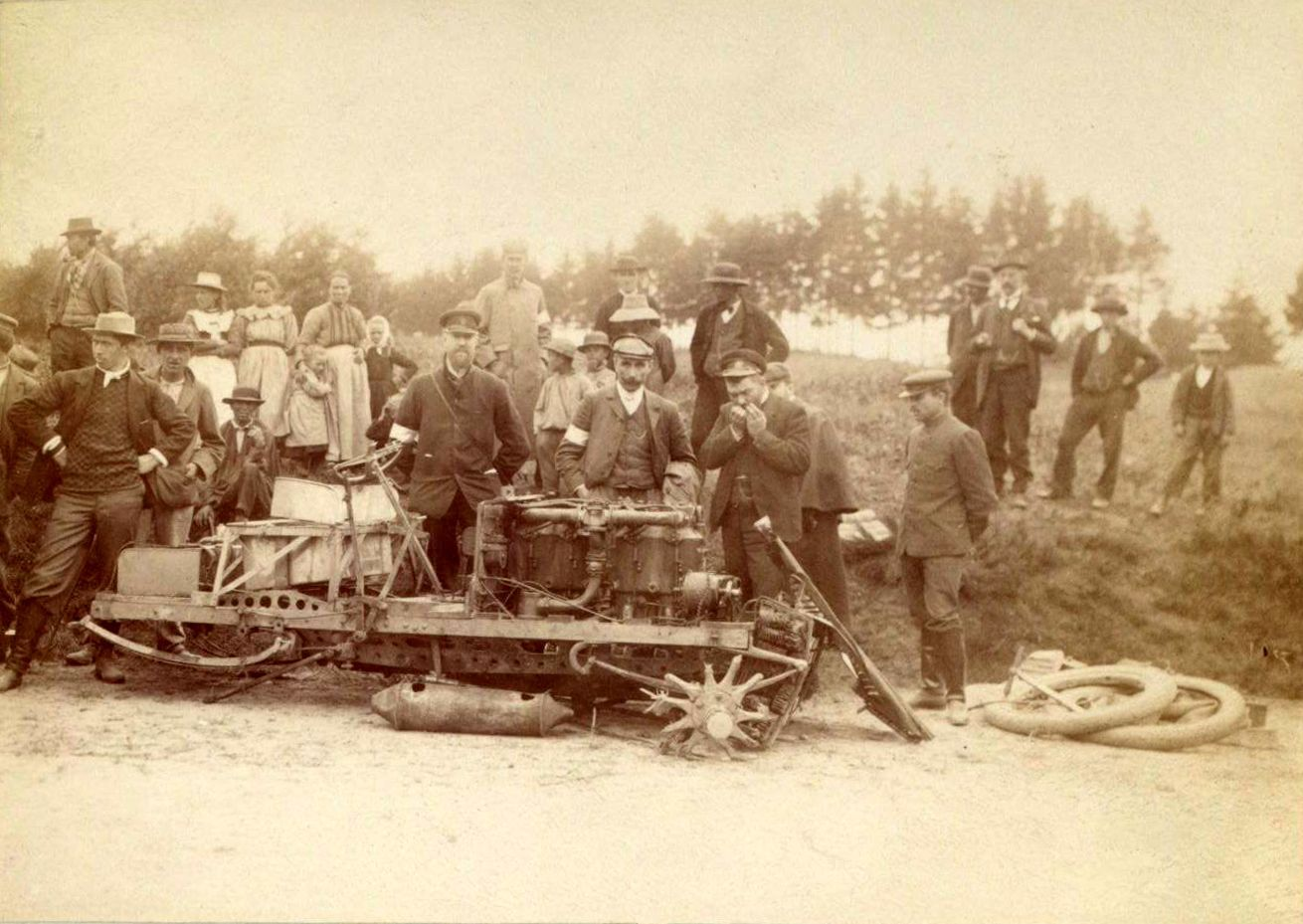
Jenatzy, victime d'un pneu éclaté lors du Circuit des Ardennes en 1902, avec les débris de sa voiture, arcade ouverte (son mécanicien ayant eu le bras cassé).

- 1910 : course de côte de 500 mètres du mont Lambert (à Saint-Martin-Boulogne), sur Pipe (Ferréol Jenatzy s'imposant sur le mile départ arrêté).

### Classements
- 2e de la coupe Gordon Bennett (Hambourg) en 1904, sur Mercedes
- 4e de Paris-Ostende en 1899, sur Mors
- 7e de Paris-Saint-Malo en 1899, sur Mors
- 9e du tour de France automobile en 1899, sur Mors
- 14e de la course Paris-Madrid en 1903, qui s'arrêtera en fait à Bordeaux, après l'interdiction, à la suite des trop nombreux accidents, de prolonger l'épreuve comme il était prévu jusqu'en Espagne.

### Participations notables
- Participation au 1er Circuit des Ardennes, en 1902 : abandon sur accident
- Participation à la coupe Vanderbilt, en 1905 et 1906.

## Galerie de photos

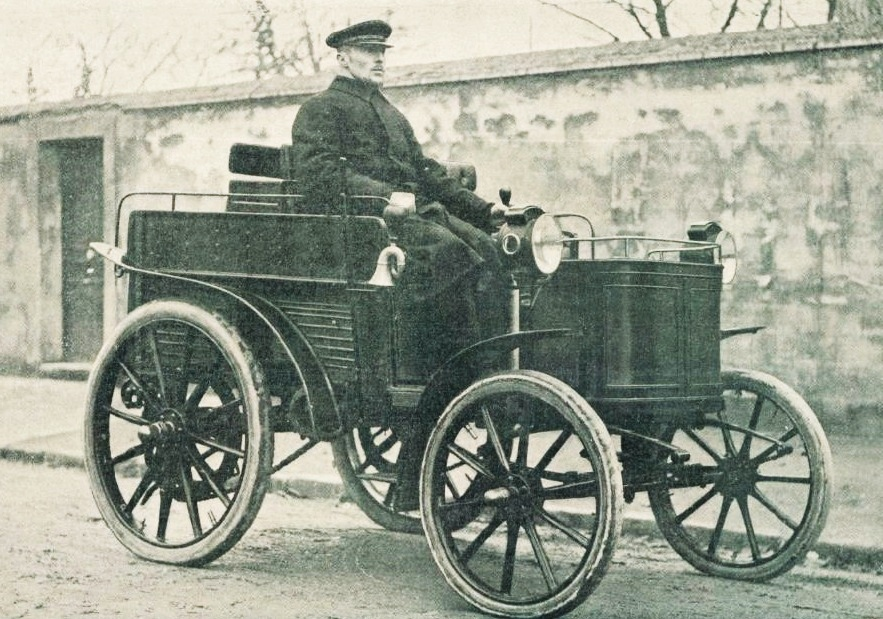
Camille Jenatzy, le 17 janvier 1899 à Achères sur CGA Dogcart électrique (1er de ses trois RM, la même année).
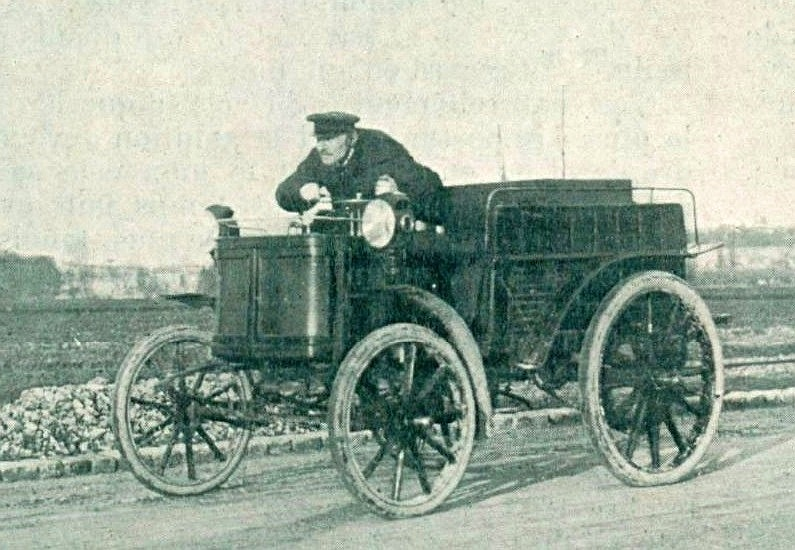
Camille Jenatzy, le 17 janvier 1899 à Achères toujours (lors d'une de ses tentatives face à Gaston de Chasseloup-Laubat).
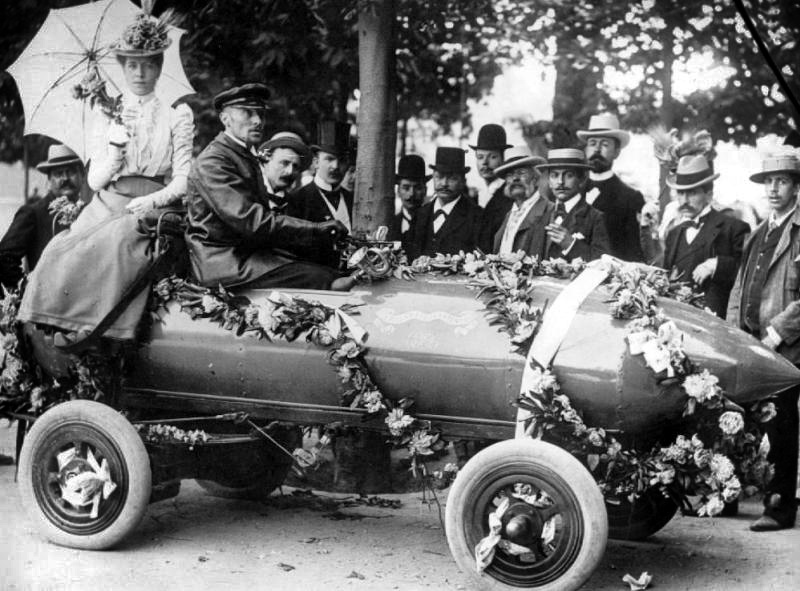
Camille Jenatzy et sa femme lors de la célébration du record établi avec La Jamais contente en 1899 aux Tuileries.
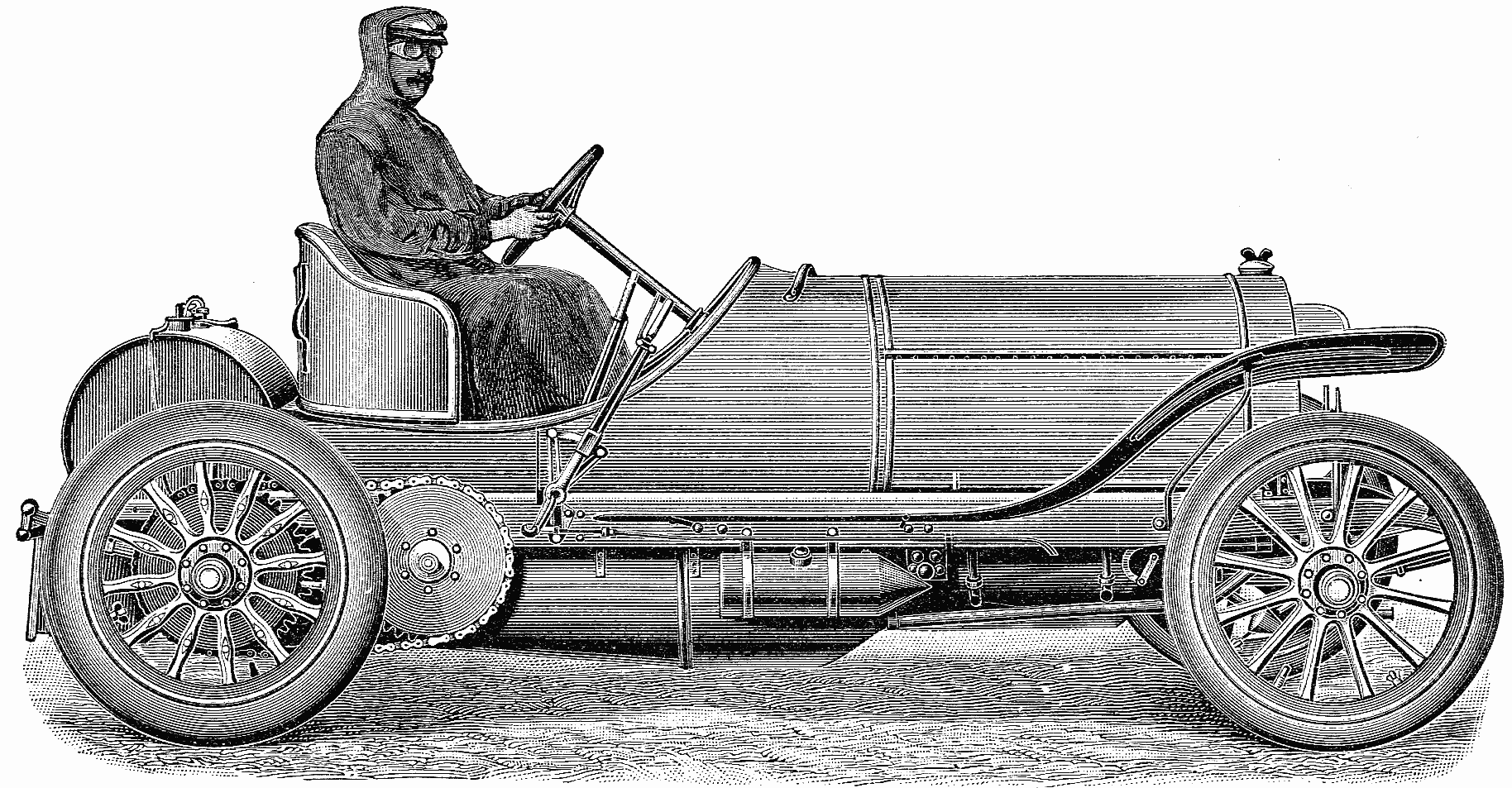
Mercedes-Gordon-Bennett Jenatzy (à la suite de la coupe Bennett 1905 organisée en Auvergne).
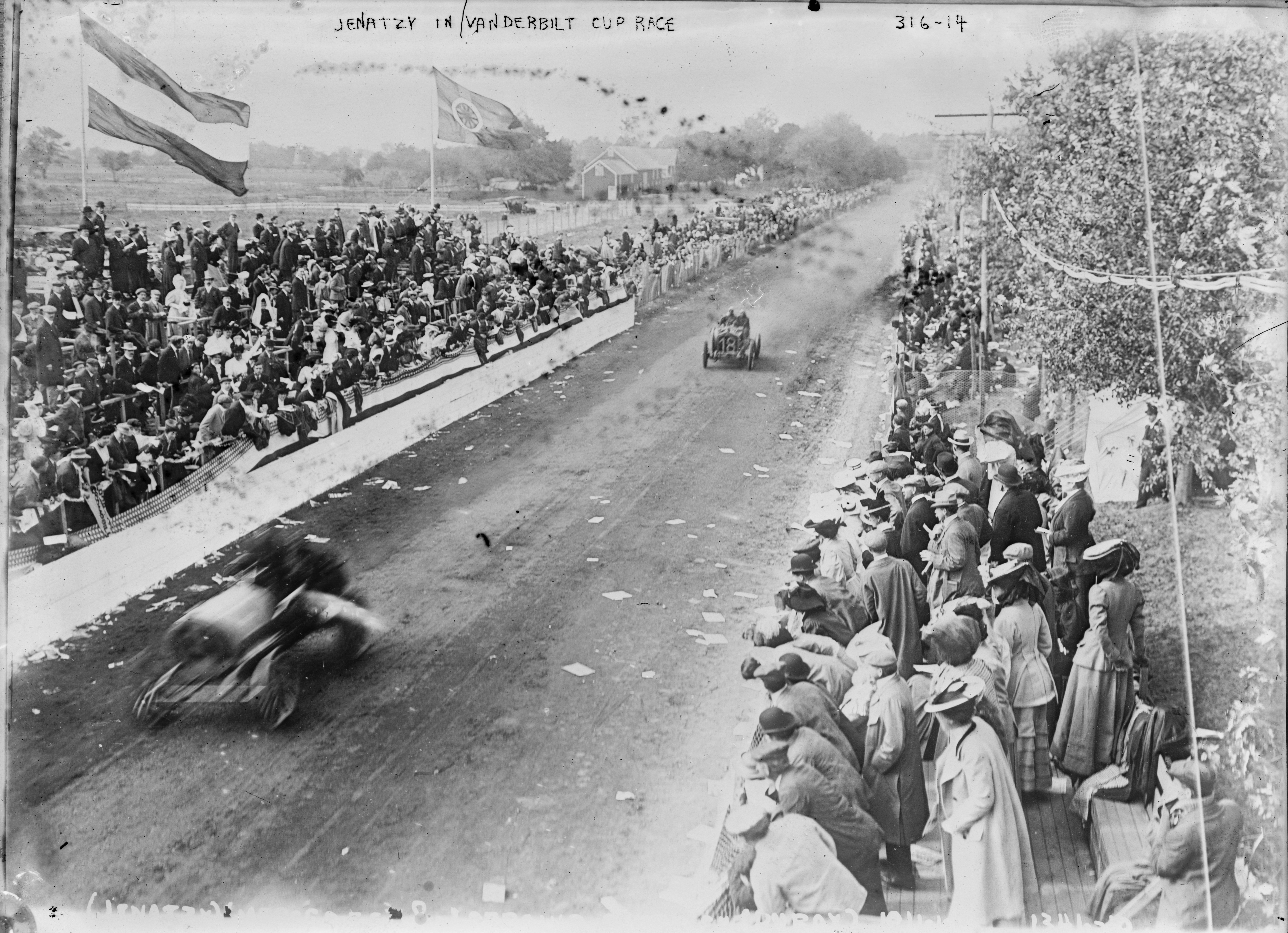
Jenatzy et Duray en 1906 lors de la Coupe Vanderbilt.
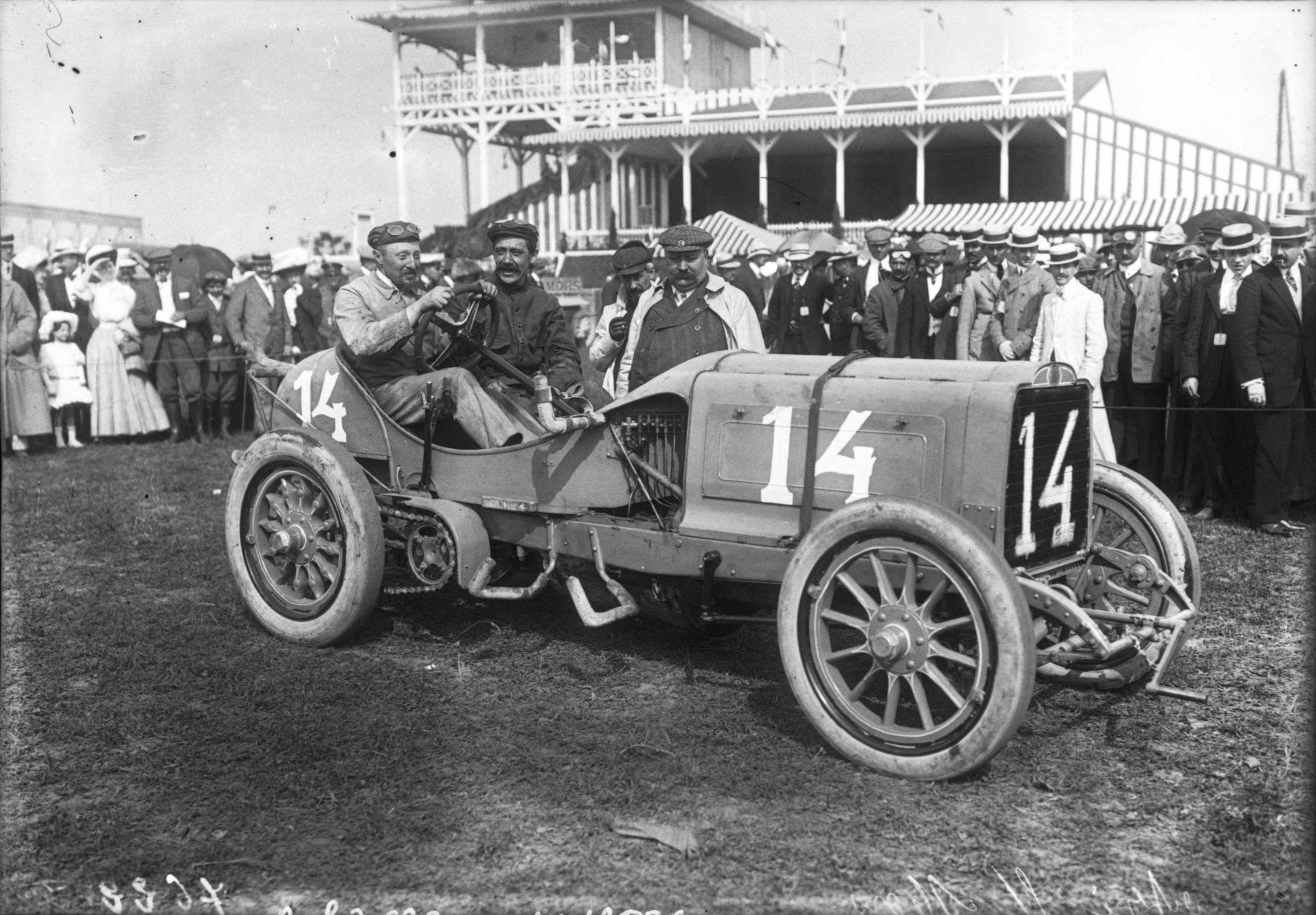
Jenatzy au Grand Prix de France à Dieppe en 1908, sur Mors (16e).

## Notes et références

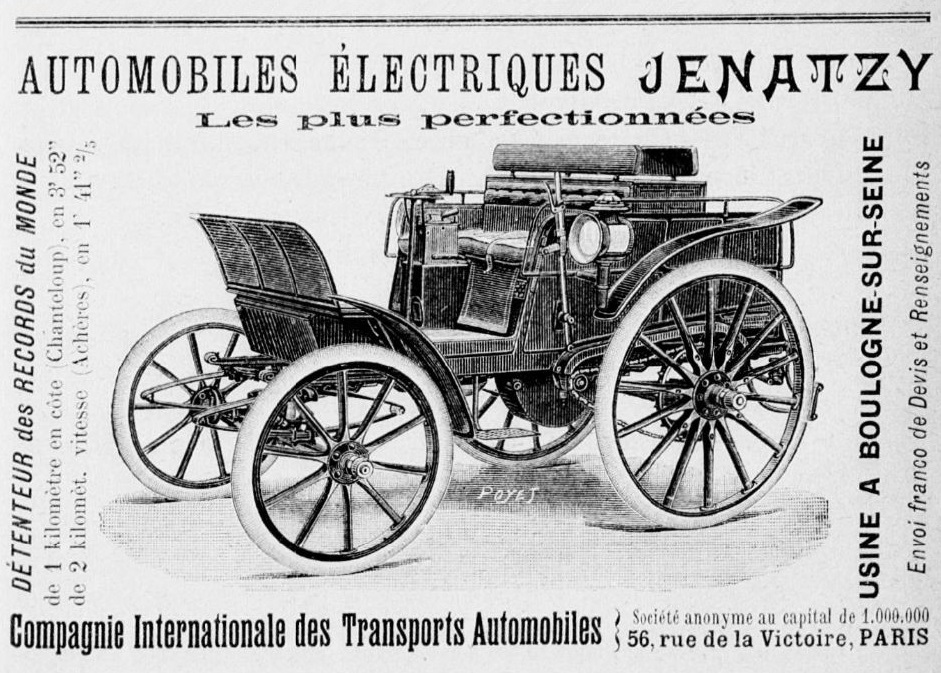
Publicité Automobiles électriques Jenatzy (1899).